# 対価
| ウィキペディアには「対価」という見出しの百科事典記事はありません（タイトルに「対価」を含むページの一覧/「対価」で始まるページの一覧）。 代わりにウィクショナリーのページ「対価」が役に立つかもしれません。 |